# Bystrom
Bystrom es un lugar designado por el censo ubicado en el condado de Stanislaus en el estado estadounidense de California. En el año 2000 tenía una población de 4.518 habitantes y una densidad poblacional de 1,506 personas por km².

## Geografía
Bystrom se encuentra ubicado en las coordenadas 37°37′12″N 120°58′47″O / 37.62000, -120.97972. Según la Oficina del Censo, la ciudad tiene un área total de 3 km² (1,2 mi²), de la cual 2,9 km² (1,1 mi²) es tierra y 0,1 km² (0 mi²) (4.31%) es agua.

## Demografía
Según la Oficina del Censo en 2000 los ingresos medios por hogar en la localidad eran de $27,582, y los ingresos medios por familia eran $28,698. Los hombres tenían unos ingresos medios de $27,351 frente a los $18,393 para las mujeres. La renta per cápita para la localidad era de $13,108. Alrededor del 30.7% de la población estaban por debajo del umbral de pobreza.